# Izabela Kloc

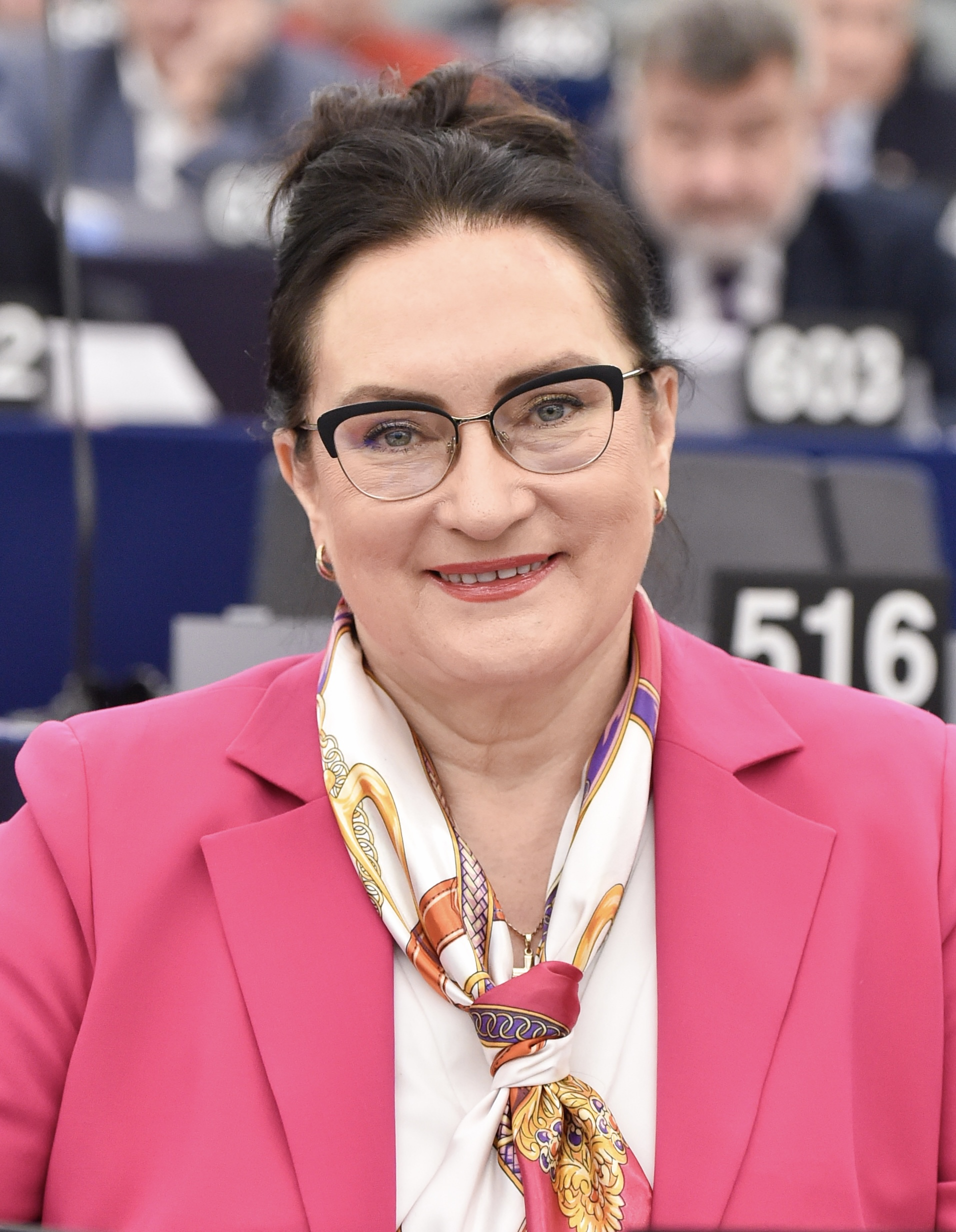
Izabela Kloc (2024)

Izabela Helena Kloc (* 8. Mai 1963 in Mikołów) ist eine polnische Politikerin und seit 2005 Abgeordnete des Sejm in der V. und VI. Wahlperiode.

## Leben
Sie beendete das Studium der Pädagogik an der Schlesischen Universität in Katowice. Danach arbeitete sie als Lehrerin in einer Grundschule in Pszczyna, später im Katowicer „Palast der Jugend“. 1997 wurde sie Direktorin des privaten Allgemeinbildenden Lyceums des Związek Górnośląski (Oberschlesischer Bund) und 1999 wurde sie Beraterin im Regionales Zentrum für Erziehungsmethodik „Metis“ in Katowice.
Sie gehörte der Stronnictwo Konserwatywno-Ludowe (Konservative Volkspartei – SKL) an, danach trat sie der Przymierze Prawicy (Bündnis der Rechten – PR) bei, um schließlich Mitglied der Prawo i Sprawiedliwość (Recht und Gerechtigkeit – PiS) zu werden. In den Jahren 1998 bis 2002 saß sie im Sejmik der Woiwodschaft Schlesien, danach war sie bis 2005 Kreisrätin des Powiat Pszczyński.
Bei den Parlamentswahlen 2005 wurde sie über die Liste der PiS für den Wahlkreis Rybnik Abgeordnete des Sejm.
Bei den Parlamentswahlen 2007 wurde sie mit 14.077 Stimmen zum zweiten Mal Abgeordnete für die PiS. Sie ist Mitglied der Sejm-Kommissionen für Öffentliche Finanzen sowie Kommunale Selbstverwaltung.